# Günther Enescu
Günther Enescu, né le 25 novembre 1955 à Bazna en Roumanie, est un joueur de volley-ball roumain. 

## Carrière
Günther Enescu participe aux Jeux olympiques de 1980 à Moscou et remporte la médaille de bronze avec l'équipe roumaine composée de Marius Căta-Chițiga, Laurențiu Dumănoiu, Valter Chifu, Dan Gîrleanu, Sorin Macavei, Viorel Manole, Florin Mina, Corneliu Oros, Nicolae Pop, Constantin Sterea et Nicu Stoian.